# Osservatorio astronomico Geminiano Montanari
L'osservatorio astronomico Geminiano Montanari è un osservatorio astronomico italiano situato sul territorio comunale di Cavezzo in provincia di Modena a 18 m s.l.m. Il suo codice MPC è 107 Cavezzo.

## Storia
L'osservatorio fu edificato tra il 1975 e il 1978 ad opera dell'Associazione astronomica Geminiano Montanari in collaborazione con il comune di Cavezzo che ne mantiene la proprietà.
L'osservatorio è accreditato dal Minor Planet Center per la scoperta di sei asteroidi effettuate tra il 1995 e il 2000.
Il telescopio principale ha una configurazione Newton-Cassegrain con focale di 2210 mm e lo specchio principale è di 400 mm.
Le attività comprendono iniziative didattico-scientifiche, sia per scuole che per privati cittadini, e attività di ricerca.

## Asteroidi scoperti
L'osservatorio ha scoperto sette asteroidi
:
| Asteroidi scoperti  | data             | Note  |
| ------------------- | ---------------- | ----- |
| 13145 Cavezzo       | 27 febbraio 1995 |       |
| 20103 de Vico       | 6 maggio 1995    | [ 5 ] |
| 22405 Gavioliremo   | 19 luglio 1995   |       |
| 38541 Rustichelli   | 7 novembre 1999  |       |
| (48621) 1995 OC     | 19 luglio 1995   |       |
| 66207 Carpi         | 6 febbraio 1999  |       |
| 80652 Albertoangela | 16 gennaio 2000  |       |
| 357116 Attivissimo  | 16 novembre 2001 |       |